# Disa richardiana
Disa richardiana là một loài thực vật có hoa trong họ Lan. Loài này được Lem. ex Bolus mô tả khoa học đầu tiên năm 1884.